# Maria Ubach i Font

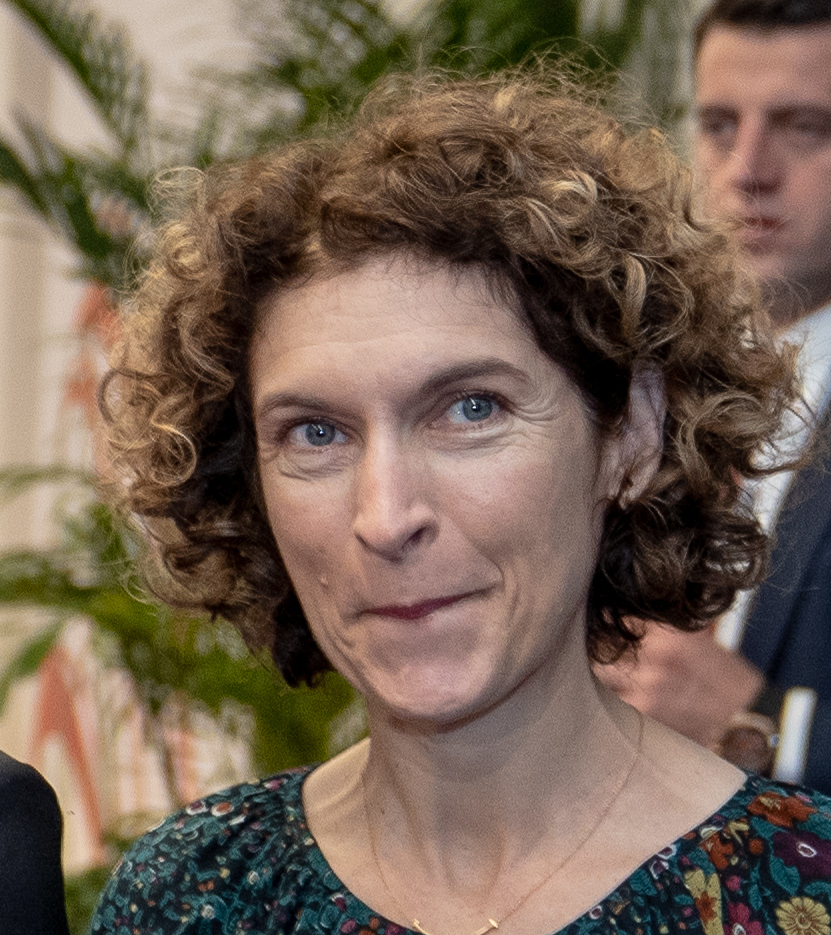
Maria Ubach i Font (2018)

Maria Ubach i Font (*  14. Juni 1973 in La Massana) ist eine andorranische Diplomatin und Politikerin. Sie ist seit Juli 2017 Ministerin für auswärtige Angelegenheiten des Fürstentums Andorra.

## Leben
Ubach i Font absolvierte Studien an der Sorbonne in Paris und an der Universität Grenoble sowie Zusatzkurse an der Universitat d’Andorra. Sie begann 1998 ihre Laufbahn beim Außenministerium. Drei Jahre später ging sie als erste Sekretärin an die Botschaft ihres Landes in Frankreich. Im Jahr 2006 wechselte Ubach als Direktorin für multilaterale Angelegenheiten und Zusammenarbeit. Als Botschafterin war sie von 2011 bis 2015 in Frankreich und Portugal und 2015 bis 2017 in Deutschland, den Benelux-Ländern und bei der Europäischen Union akkreditiert.
Am 17. Juli 2017 wurde Maria Ubach i Font Nachfolgerin von Außenminister Gilbert Saboya Sunyé.
Ubach i Font gehört der Partei Demòcrates per Andorra an und ist verheiratet.